# Милан Петронијевић
Милан Петронијевић (Јагодина, 11. новембар 1831 — Врњачка Бања, 14. октобар 1914) био је српски политичар и кнежевски и краљевски дипломата.

## Биографија
Син је бившег председника владе и министра иностраних дела Аврама Петронијевића. Посланик у Цариграду 1854—1861. Председник Позоришног одбора (трећег) од 9. децембра 1864. до 13. јула 1868. Заступао министра иностраних дела Ристића од 3. до 21. новембра 1867. Министар иностраних дела од 21. новембра 1867. до 21. јуна 1868. Посланик Србије у Букурешту 1873—1880. Посланик у Берлину 1880—1888. Посланик у Бечу 1889—1890. Посланик у Петрограду од маја 1890. до 1897. Потпредседник Државног савета. Ожењен (1855) Клеопатром, ћерком кнеза Србије Александра Карађорђевића. Одликован руским орденом Св. Владимира II степена.
Милан Петронијевић, после преране Клеопатрине смрти, оженио се други пут Јелисаветом Цукић, кћерком Петра Лазаревића Цукића и унуком војводе Павла Цукића по оцу, и војводе војводе Петра Николајевића Молера, по мајци, сестром Косте Цукића.
Милан Петронијевић (1831-1914) и Јелисавета Петронијевић (1837-1915) имали су једног сина Милоша и две кћерке.